# 鸭公树
鸭公树（学名：Neolitsea chui）为樟科新木姜子属下的一个种。